# Eilema grisea
Eilema grisea là một loài bướm đêm thuộc phân họ Arctiinae, họ Erebidae.